# غينيه
غينيه هي قرية لبنانية من قرى قضاء كسروان في محافظة جبل لبنان.